# Labrocerus setosus
Labrocerus setosus är en skalbaggsart som beskrevs av Sharp 1908. Labrocerus setosus ingår i släktet Labrocerus och familjen ängrar. Inga underarter finns listade i Catalogue of Life.